# 來了來了終於來了
《來了來了終於來了》（韓語：왔어 왔어 제대로 왔어），為MBN自2011年12月5日起製播的韓國電視劇。為MBN電視台的開台日日劇。另譯為《甜蜜三人行》。最高收視僅0.569%（2011年12月9日，第5集），由於收視低迷，因此集數由原定之120集腰斬為60集。

## 演員陣容

### 主要演員
- 李水京 飾 裴秀珍（童年：李英恩（朝鲜语：이영은 (2004년)））

29歲，屈指集團宣傳組代理，典型的清純可憐美人，是個在意他人眼光的女人。
- 真理翰 飾 高燦英（童年：南多凜）

29歲，離婚專門律師，皮膚白皙的高富帥，IQ 147，S大法學院出身。
- 柳仁英 飾 金新春（童年：張藝瑟）

29歲，總是演繹不倫的演員，渴望愛情。
- 田汰遂 飾 金屈宙（中期加入）

29歲，屈指醫院醫師，屈指同父異母的弟弟，是個舉止怪異的四次元醫師。

### 其他演員
- 韓振熙 飾 金屈指（Goolgie）

屈指集團會長，是個繼承父業的財閥二世。
- 車和娟 飾 全美玉

法務法人「典律」代表，燦英的母親。
- 李輝香 飾 吳世雅

演藝企劃社「吳世雅洋洲」代表，美玉的高中同窗，曾是名童星。
- 姜南吉 飾 金屈從

屈指集團宣傳室長，屈指同父異母的弟弟。
- 嚴孝燮 飾 孔社長

本名蔡開發，萬物商號、共食堂與考試院的社長。
- 李坤（朝鲜语：이켠） 飾 文彗星

燦英的表兄弟，以「Big Daddy」為藝名的知名作曲家。
- 吳元斌 飾 池朴虎

歌手志願生，來自鄉村，非常崇拜彗星。
- 賈得熙 飾 露拉張

律師，燦英的同事
- 申高恩（朝鲜语：신고은 (희극인)）

秀珍的同事

### 特別演出
- 朱相昱（客串第1、2集）

秀珍未婚夫，實為詐欺犯。

## 集數
| 集數 | 標題                     | 首播日期       | AGB 收視率（全國） |
| ---- | ------------------------ | -------------- | ------------------ |
| 1    | 介紹我的男朋友！         | 2011年12月5日  | 0.396%             |
| 2    | 不管要等多久             | 2011年12月6日  | 待公佈             |
| 3    | 遇見新人的開始？         | 2011年12月7日  | 0.225%             |
| 4    | 最終揭露底牌K的真面目    | 2011年12月8日  | 0.261%             |
| 5    | 不是這樣啊！             | 2011年12月9日  | 0.569%             |
| 6    | 看看我！                 | 2011年12月12日 | 0.220%             |
| 7    | 被誤會是強盜！           | 2011年12月13日 | 待公佈             |
| 8    | 看著很著急               | 2011年12月14日 | 0.286%             |
| 9    | 酒是冤家！               | 2011年12月15日 | 待公佈             |
| 10   | 練習開始！               | 2011年12月16日 | 待公佈             |
| 11   | 現在停止跟蹤！           | 2011年12月26日 | 0.231%             |
| 12   | 啊！我的疏失！           | 2011年12月27日 | 0.157%             |
| 13   | 不眠之夜                 | 2011年12月28日 | 0.236%             |
| 14   | 夥伴難求                 | 2011年12月29日 | 0.319%             |
| 15   | 創作的苦痛               | 2011年12月30日 | 0.205%             |
| 16   | 惡魔的編輯               | 2012年1月2日   | 0.319%             |
| 17   | 神秘的他們               | 2012年1月3日   | 0.347%             |
| 18   | 可疑的關係？             | 2012年1月4日   | 0.112%             |
| 19   | 討厭相親                 | 2012年1月5日   | 0.248%             |
| 20   | 那麼痛嗎？               | 2012年1月6日   | 0.151%             |
| 21   | 愛情的開始？             | 2012年1月9日   | 待公佈             |
| 22   | 直視缺點                 | 2012年1月10日  | 0.240%             |
| 23   | 醫院的事                 | 2012年1月11日  | 待公佈             |
| 24   | 我在笑                   | 2012年1月12日  | 待公佈             |
| 25   | 什麼意思                 | 2012年1月13日  | 待公佈             |
| 26   | 在這做什麼！             | 2012年1月16日  | 待公佈             |
| 27   | 不是我的！               | 2012年1月17日  | 待公佈             |
| 28   | 高燦英 vs 金屈宙         | 2012年1月18日  | 待公佈             |
| 29   | 全租？！月租？！房租？！ | 2012年1月19日  | 待公佈             |
| 30   | 寒窗時節                 | 2012年1月20日  | 待公佈             |
| 31   | 又是另一同居的開始？     | 2012年1月23日  | 0.3                |
| 32   | 所謂領導力               | 2012年1月24日  | 0.2                |
| 33   | 不宜坳碰我的東西！       | 2012年1月25日  | 0.363%             |
| 34   | 借著酒力                 | 2012年1月26日  | 0.3                |
| 35   | 想說的話                 | 2012年1月27日  | 0.1                |
| 36   | 戀愛的開始               | 2012年1月30日  | 0.2                |
| 37   | 心驚膽顫的秘密戀愛       | 2012年1月31日  | 0.312%             |
| 38   | 屈宙是邊緣人？           | 2012年2月1日   | 0.206%             |
| 39   | 我們非常的不一樣         | 2012年2月2日   | 0.426%             |
| 40   | 咖啡茶                   | 2012年2月3日   | 0.251%             |
| 41   | 這是謊言啊               | 2012年2月6日   | 0.198%             |
| 42   | 秀珍 vs 露拉             | 2012年2月7日   | 0.145%             |
| 43   | 幻想的搭擋               | 2012年2月8日   | 0.287%             |
| 44   | 預言                     | 2012年2月9日   | 0.333%             |
| 45   | 惡緣                     | 2012年2月10日  | 0.304%             |
| 46   | 破廉恥犯金屈從           | 2012年2月13日  | 0.247%             |
| 47   | 情人節                   | 2012年2月14日  | 0.138%             |
| 48   | 再看                     | 2012年2月15日  | 0.334%             |
| 49   | 最糟的一天               | 2012年2月16日  | 0.165%             |
| 50   | 誤會                     | 2012年2月17日  | 0.397%             |
| 51   | 我倆的秘密               | 2012年2月20日  | 0.199%             |
| 52   | 離別的傷痛               | 2012年2月21日  | 0.215%             |
| 53   | 尷尬的關係               | 2012年2月22日  | 0.195%             |
| 54   | 無限的敵手               | 2012年2月23日  | 0.336%             |
| 55   | 秀珍的面試               | 2012年2月24日  | 0.265%             |
| 56   | 接受離別的階段           | 2012年2月27日  | 0.356%             |
| 57   | 屈宙搬家                 | 2012年2月28日  | 0.330%             |
| 58   | 秀珍與屈宙的華爾滋       | 2012年2月29日  | 0.227%             |
| 59   | 新春的出走               | 2012年3月1日   | 0.332%             |
| 60   | 秀珍的美國行             | 2012年3月2日   | 0.253%             |

## 外部連結
- 韓國MBN官網 （页面存档备份，存于）